# Silence of Falling Leaves
Silence of Falling Leaves (pol. Cisza opadających liści) – telewizyjny film krótkometrażowy zrealizowany w 2000 roku przez amerykańskiego reżysera Stevena Fischera, upamiętniający polskich oficerów zamordowanych w 1940 roku przez sowiecką policję polityczną NKWD, ofiary zbrodni katyńskiej. W 2001 roku film został nominowany do nagrody Emmy, a czasopismo "The Baltimore Magazine" uznało go za najlepszy spot w kategorii reklamy społecznej i za dzieło artystyczne. Film Stevena Fischera uzyskał również nominację do ADDY Award i nagrodę Telly Award.
Film, trwający 60 sekund, ma charakter poetyckiej metafory porównującej zamordowanych polskich oficerów do opadających jesiennych liści. Narracja jest prowadzona w języku polskim, z napisami w języku angielskim. Użycie języka polskiego było podyktowane chęcią uczczenia zamordowanych jeńców wojennych w ich rodzimym języku.
Film nakręcono w parku w hrabstwie Anne Arundel w stanie Maryland na taśmie Super 8 mm; rekwizytami wykorzystywanymi w trakcie kręcenia filmu była drabina i worek liści. Autorem zdjęć był John Chester, a animację komputerową przygotował Craig P. Herron. Budżet filmu wynosił 2000 USD.
Film emitowano jako wyraz poparcia stacji telewizyjnej TCI Communications dla idei budowy Narodowego Pomnika Katyńskiego w Baltimore, odsłoniętego w listopadzie 2000 roku. Wyświetlała go także TVP Polonia. W 2009 roku film został umieszczony przez autora w portalu YouTube.